# ولسوالی تالقان
تالقان یکی از ولسوالیهای ولایت تخار در شمال خاوری افغانستان است  با جمعیت نزدیک به ۱۹۴۴۷۱ نفر.